# Поліхромія

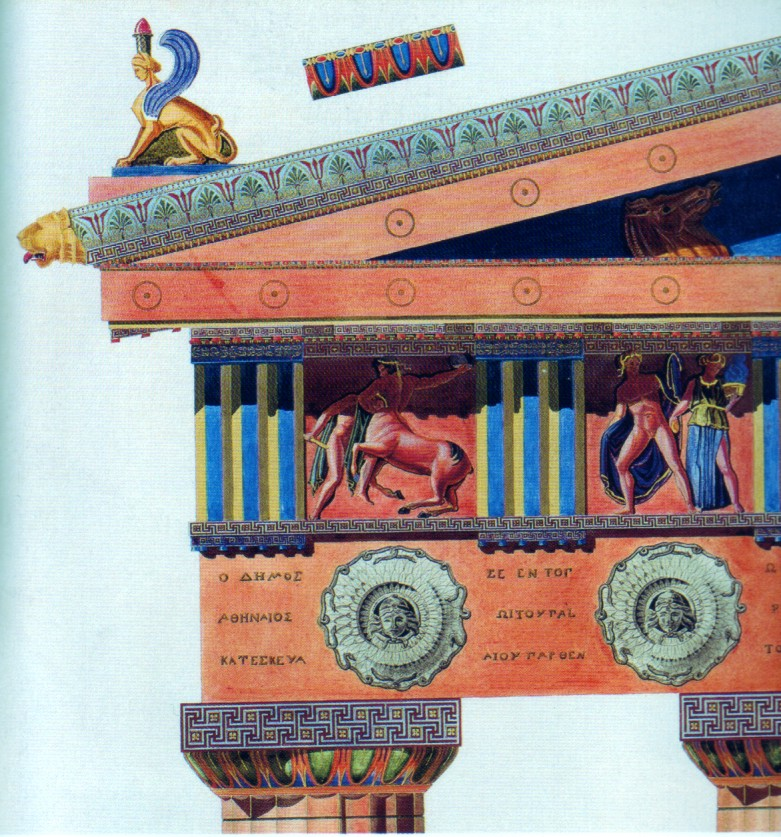
Деталь реконструкції античної поліхромії Парфенона, виконана Готфридом Земпером

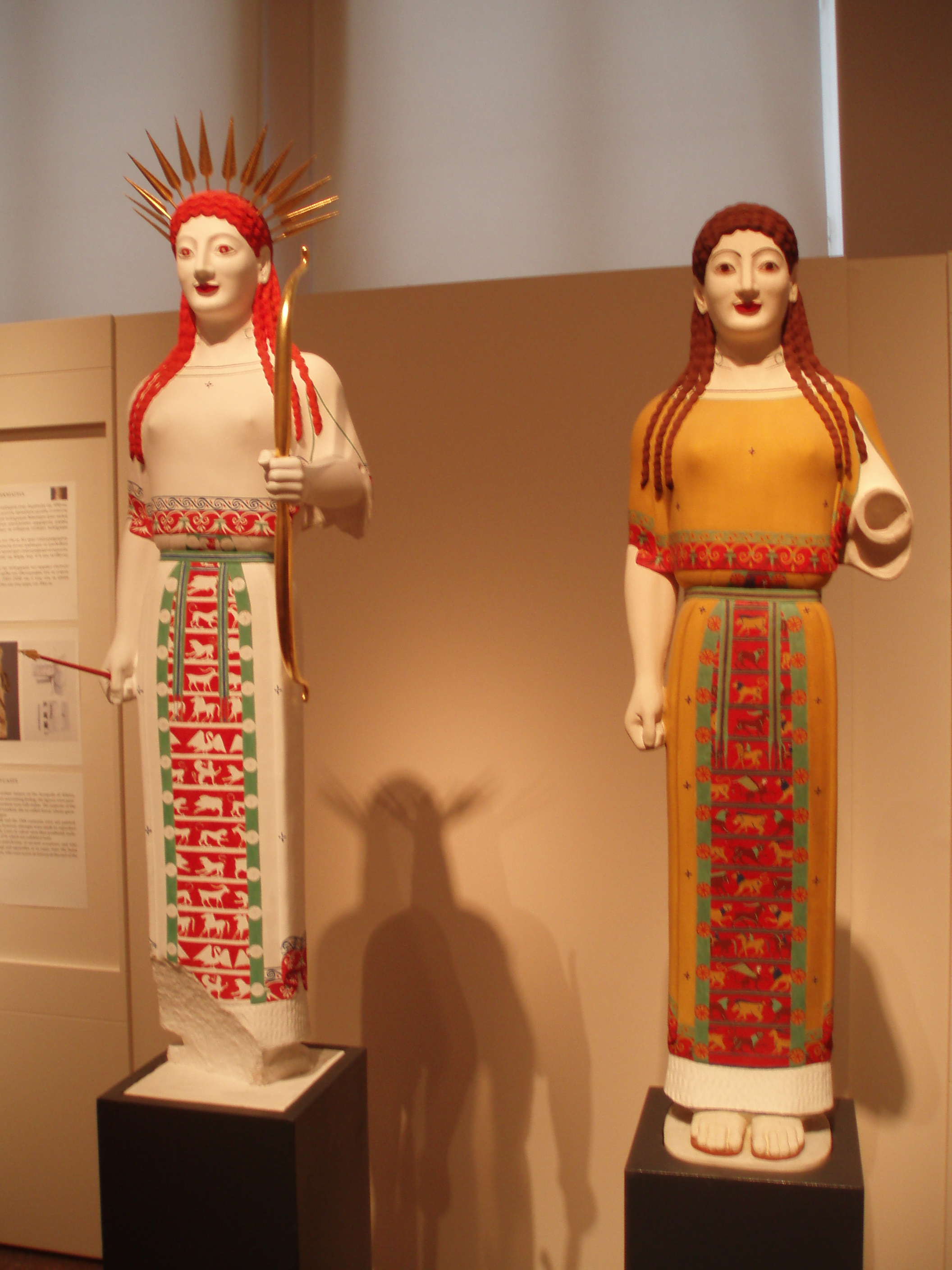
Поліхромні кори Афіни та Артеміди, реконструкція

Поліхромія (від грец. πολύς — численний і грец. χρωμά — колір, фарба) — у широкому сенсі принцип багатобарв'я при розмальовуванні або використання багатоколірного матеріалу в архітектурі, скульптурі, декоративно-ужитковому мистецтві. Поліхромія широко застосовується також у типографії — друкування кількома фарбами.

## Історія
У давньогрецькій архітектурі поліхромія використовувалась постійно, прикрашаючи тригліфи, метопи, площини фронтону та карнизів. На статуях розфарбовувалися одяг, губи, волосся, зіниці очей. У стародавніх греків поліхромія не ставила собі винятковою задачею відтворювати дійсні кольори предметів, але мала на меті надавати їм лише деяку схожість з природою і рельєфніше показувати їх окремі форми. При цьому вибір і поєднання кольорів ставився в залежність від вимог більш тонкої властивості, ніж просте наслідування натурі.
Не менше значення мала поліхромія і в середньовічній пластиці, причому прагнення наслідувати природу виявлялося набагато сильніше, ніж у греків. Донині збереглося чимало строкато розписаних і роззолочених вівтарних прикрас німецької та італійської роботи, а також окремих фігур з дерева, каменю, гіпсу і обпаленої глини. Розфарбовування статуй не припинилася і в епоху Відродження; особливо процвітала вона у Флоренції (портретні погруддя з теракоти та вівтарні статуї і рельєфи роботи Луки де ла Роббі і його послідовників) та в Іспанії. Навіть під час панування стилю рококо поліхромія не була покинута остаточно; від цієї пори дійшли до нас дерев'яні статуї, прикрашені матовими фарбами і покриті в деяких частинах позолотою.
Вельми видну роль грала поліхромія і в середньовічній архітектурі. У готичних спорудах пучки капітелей забарвлювалися в червоний колір, їх листяна орнаментація золотилась, а на компартиментах і ребрах стрілчастих склепінь чергувалося золото з синявою. Обрамлення вівтарів, карнизи і фризи балюстрад, кафедр, дарохранильниць покривалися позолотою, тоді як інші їх частини розфарбовувалися.
З настанням епохи Відродження поліхромія майже зовсім зникає з архітектури і з'являється знову лише в першій половині 19 століття в архітектурному стилі неогрек з ініціативи талановитих архітекторів Лео фон Кленце, Ежена Еммануеля Віолле-ле-Дюка, Гаузе (Афінська академія), Готфрида Земпера і Гнаута.